# Blairhall
Blairhall är en ort i Storbritannien.   Den ligger i kommunen Fife och riksdelen Skottland, i den centrala delen av landet, 600 km norr om huvudstaden London. Blairhall ligger 90 meter över havet och antalet invånare är 651.
Terrängen runt Blairhall är huvudsakligen platt, men åt nordost är den kuperad. En vik av havet är nära Blairhall söderut. Runt Blairhall är det ganska tätbefolkat, med 207 invånare per kvadratkilometer. Närmaste större samhälle är Dunfermline, 9,1 km öster om Blairhall. Trakten runt Blairhall består i huvudsak av gräsmarker.